# Lucayostratiotes cornuta
Lucayostratiotes cornuta is een eenoogkreeftjessoort uit de familie van de Hamondiidae. De wetenschappelijke naam van de soort is voor het eerst geldig gepubliceerd in 1969 door Geddes.